# جون تي روجرز
جون تي روجرز (بالإنجليزية: John T. Rogers)‏ هو صحفي أمريكي، ولد في 1881، وتوفي في 3 مارس 1937.